# 瓜尔多
瓜尔多（義大利語：Gualdo），是意大利马切拉塔省的一个市镇。总面积22平方公里，人口906人，人口密度41.2人/平方公里（2009年）。ISTAT代码为043021。